# Ободат II
Ободат II (д/н — 60 до н.е./59 до н. е.) — цар Набатеї в 62—60/59 роках до н. е.

## Життєпис
Син Арети III, царя Набатеї. Став володарем після смерті батька у 62 році до н. е. Його правління було короткочасним, причини цього невідомі. Карбував срібні драхми на кшталт птолемеївських із зображенням себе з борідкою та довгим волоссям. Дотримувався мирних стосунків з юдейськими правителями та римлянами. Цьому сприяв Антипатр Ідуменянин, одружений з сестрою або донькою Ободата II. Помер у 60 або 59 році до н. е. Йому спадкував син або брат Маліку I.